# Borgentreich
Borgentreich település Németországban, azon belül Észak-Rajna-Vesztfália tartományban. Lakosainak száma 8673 fő (2023. december 31.). Borgentreich Beverungen, Brakel, Willebadessen és Warburg községekkel határos.

## Népesség
A település népességének változása:
| Lakosok száma | 9138 | 8669 | 8523 | 8638 | 8761 | 8673 |
|               | 1975 | 2017 | 2019 | 2021 | 2022 | 2023 |